# Scott Carson
Scott Paul Carson (Whitehaven, Inglaterra, 3 de septiembre de 1985) es un futbolista británico que juega como portero y se encuentra sin equipo tras abandonar el Manchester City F. C.

## Selección nacional
Ha sido internacional con la selección de fútbol de Inglaterra en cuatro ocasiones desde 2007. Se le recuerda en su país como uno de los responsables de la eliminación inglesa de la Eurocopa 2008, luego del agónico gol de Niko Kranjčar en el último partido clasificatorio frente a Croacia en Wembley.

### Participaciones en Copas del Mundo
| Copa              | Sede     | Resultado        | Partidos | Goles |
| ----------------- | -------- | ---------------- | -------- | ----- |
| Copa Mundial 2006 | Alemania | Cuartos de final | 0        | 0     |

## Estadísticas

### Clubes
Actualizado al último partido disputado el 9 de marzo de 2022.
| Club | Div.          | Temporada     | Liga  | Liga  | Copas nacionales(1) | Copas nacionales(1) | Copa de la Liga(2) | Copa de la Liga(2) | Torneos internacionales(3) | Torneos internacionales(3) | Otros(4) | Otros(4) | Total | Total |
| Club | Div.          | Temporada     | Part. | Goles | Part.               | Goles               | Part.              | Goles              | Part.                      | Goles                      | Part.    | Goles    | Part. | Goles |
| --- | ------------- | ------------- | ----- | ----- | ------------------- | ------------------- | ------------------ | ------------------ | -------------------------- | -------------------------- | -------- | -------- | ----- | ----- |
| Leeds United F. C. Inglaterra | 1.ª           | 2003-04       | 3     | 0     | 0                   | 0                   | 0                  | 0                  | —                          | —                          | —        | —        | 3     | 0     |
| Leeds United F. C. Inglaterra | 2.ª           | 2004-05       | 0     | 0     | 0                   | 0                   | 0                  | 0                  | —                          | —                          | —        | —        | 0     | 0     |
| Leeds United F. C. Inglaterra | Total club    | Total club    | 3     | 0     | 0                   | 0                   | 0                  | 0                  | —                          | —                          | —        | —        | 3     | 0     |
| Liverpool F. C. Inglaterra | 1.ª           | 2004-05       | 4     | 0     | —                   | —                   | 0                  | 0                  | 1                          | 0                          | —        | —        | 5     | 0     |
| Liverpool F. C. Inglaterra | 1.ª           | 2005-06       | 0     | 0     | 1                   | 0                   | 1                  | 0                  | 2                          | 0                          | —        | —        | 4     | 0     |
| Liverpool F. C. Inglaterra | 1.ª           | 2006-07       | —     | —     | —                   | —                   | —                  | —                  | 0                          | 0                          | —        | —        | 0     | 0     |
| Liverpool F. C. Inglaterra | Total club    | Total club    | 4     | 0     | 1                   | 0                   | 1                  | 0                  | 3                          | 0                          | —        | —        | 9     | 0     |
| Sheffield Wednesday F. C. Inglaterra | 2.ª           | 2005-06       | 9     | 0     | —                   | —                   | —                  | —                  | —                          | —                          | —        | —        | 9     | 0     |
| Charlton Athletic F. C. Inglaterra | 1.ª           | 2006-07       | 36    | 0     | 0                   | 0                   | 2                  | 0                  | —                          | —                          | —        | —        | 38    | 0     |
| Aston Villa F. C. Inglaterra | 1.ª           | 2007-08       | 35    | 0     | 1                   | 0                   | 0                  | 0                  | —                          | —                          | —        | —        | 36    | 0     |
| West Bromwich Albion F. C. Inglaterra | 1.ª           | 2008-09       | 35    | 0     | 4                   | 0                   | 0                  | 0                  | —                          | —                          | —        | —        | 39    | 0     |
| West Bromwich Albion F. C. Inglaterra | 2.ª           | 2009-10       | 43    | 0     | 4                   | 0                   | 0                  | 0                  | —                          | —                          | —        | —        | 47    | 0     |
| West Bromwich Albion F. C. Inglaterra | 1.ª           | 2010-11       | 32    | 0     | 0                   | 0                   | 0                  | 0                  | —                          | —                          | —        | —        | 32    | 0     |
| West Bromwich Albion F. C. Inglaterra | Total club    | Total club    | 110   | 0     | 8                   | 0                   | 0                  | 0                  | —                          | —                          | —        | —        | 118   | 0     |
| Bursaspor Turquía | 1.ª           | 2011-12       | 34    | 0     | 3                   | 0                   | —                  | —                  | 4                          | 0                          | —        | —        | 41    | 0     |
| Bursaspor Turquía | 1.ª           | 2012-13       | 29    | 0     | 3                   | 0                   | —                  | —                  | 4                          | 0                          | —        | —        | 36    | 0     |
| Bursaspor Turquía | Total club    | Total club    | 63    | 0     | 6                   | 0                   | —                  | —                  | 8                          | 0                          | —        | —        | 77    | 0     |
| Wigan Athletic F. C. Inglaterra | 2.ª           | 2013-14       | 16    | 0     | 2                   | 0                   | 0                  | 0                  | 4                          | 0                          | 3        | 0        | 25    | 0     |
| Wigan Athletic F. C. Inglaterra | 2.ª           | 2014-15       | 34    | 0     | 0                   | 0                   | 0                  | 0                  | —                          | —                          | —        | —        | 34    | 0     |
| Wigan Athletic F. C. Inglaterra | Total club    | Total club    | 50    | 0     | 2                   | 0                   | 0                  | 0                  | 4                          | 0                          | 3        | 0        | 59    | 0     |
| Derby County F. C. Inglaterra | 2.ª           | 2015-16       | 36    | 0     | 1                   | 0                   | 0                  | 0                  | —                          | —                          | 2        | 0        | 39    | 0     |
| Derby County F. C. Inglaterra | 2.ª           | 2016-17       | 46    | 0     | 2                   | 0                   | 2                  | 0                  | —                          | —                          | —        | —        | 50    | 0     |
| Derby County F. C. Inglaterra | 2.ª           | 2017-18       | 46    | 0     | 1                   | 0                   | 0                  | 0                  | —                          | —                          | 2        | 0        | 49    | 0     |
| Derby County F. C. Inglaterra | 2.ª           | 2018-19       | 30    | 0     | 0                   | 0                   | 3                  | 0                  | 0                          | 0                          | —        | —        | 33    | 0     |
| Derby County F. C. Inglaterra | 2.ª           | 2019-20       | 0     | 0     | —                   | —                   | —                  | —                  | —                          | —                          | —        | —        | 0     | 0     |
| Derby County F. C. Inglaterra | Total club    | Total club    | 158   | 0     | 4                   | 0                   | 5                  | 0                  | 0                          | 0                          | 4        | 0        | 171   | 0     |
| Manchester City F. C. Inglaterra | 1.ª           | 2019-20       | 0     | 0     | 0                   | 0                   | 0                  | 0                  | 0                          | 0                          | 0        | 0        | 0     | 0     |
| Manchester City F. C. Inglaterra | 1.ª           | 2020-21       | 1     | 0     | 0                   | 0                   | 0                  | 0                  | 0                          | 0                          | 0        | 0        | 1     | 0     |
| Manchester City F. C. Inglaterra | 1.ª           | 2021-22       | 0     | 0     | 0                   | 0                   | 0                  | 0                  | 1                          | 0                          | 0        | 0        | 1     | 0     |
| Manchester City F. C. Inglaterra | 1.ª           | 2022-23       | 0     | 0     | 0                   | 0                   | 0                  | 0                  | 0                          | 0                          | 0        | 0        | 0     | 0     |
| Manchester City F. C. Inglaterra | 1.ª           | 2023-24       | 0     | 0     | 0                   | 0                   | 0                  | 0                  | 0                          | 0                          | 0        | 0        | 0     | 0     |
| Manchester City F. C. Inglaterra | 1.ª           | 2024-25       | 0     | 0     | 0                   | 0                   | 0                  | 0                  | 0                          | 0                          | 0        | 0        | 0     | 0     |
| Manchester City F. C. Inglaterra | Total club    | Total club    | 1     | 0     | 0                   | 0                   | 0                  | 0                  | 1                          | 0                          | 0        | 0        | 2     | 0     |
| Total carrera | Total carrera | Total carrera | 469   | 0     | 22                  | 0                   | 8                  | 0                  | 16                         | 0                          | 7        | 0        | 522   | 0     |
| (1) Incluye datos de la FA Cup (2005-18) y Copa de Turquía (2011-13). (2) Incluye datos de la Copa de la Liga de Inglaterra (2005-19). (3) Incluye datos de la Liga de Campeones (2004-22) y Liga Europa (2011-14). (4) Incluye datos de la Community Shield (2013) y Eliminatorias de la Football League Championship (2013-18). |               |               |       |       |                     |                     |                    |                    |                            |                            |          |          |       |       |

## Palmarés

### Campeonatos nacionales
| Título           | Club                  | País       | Año  |
| ---------------- | --------------------- | ---------- | ---- |
| Copa de la Liga  | Manchester City F. C. | Inglaterra | 2020 |
| Copa de la Liga  | Manchester City F. C. | Inglaterra | 2021 |
| Premier League   | Manchester City F. C. | Inglaterra | 2021 |
| Premier League   | Manchester City F. C. | Inglaterra | 2022 |
| Premier League   | Manchester City F. C. | Inglaterra | 2023 |
| FA Cup           | Manchester City F. C. | Inglaterra | 2023 |
| Community Shield | Manchester City F. C. | Inglaterra | 2024 |

### Campeonatos internacionales
| Título                 | Club                  | Sede     | Año  |
| ---------------------- | --------------------- | -------- | ---- |
| Liga de Campeones      | Liverpool F. C.       | Estambul | 2005 |
| Supercopa de Europa    | Liverpool F. C.       | Mónaco   | 2005 |
| Liga de Campeones      | Manchester City F. C. | Estambul | 2023 |
| Supercopa de Europa    | Manchester City F. C. | El Pireo | 2023 |
| Copa Mundial de Clubes | Manchester City F. C. | Yeda     | 2023 |